# Brandon Alan Smith
Brandon Alan Smith ist ein US-amerikanischer Schauspieler, Stuntman und Stunt Coordinator sowie Filmschaffender.

## Leben
Smith debütierte 2008 als Schauspieler in jeweils einer Episode der Fernsehserien Fringe – Grenzfälle des FBI und Life on Mars. Nach überwiegend Besetzungen in verschiedenen Kurzfilmen, wirkte er 2014 als Episodendarsteller in einer Episode der Fernsehserie Taxi Brooklyn mit. 2016 stellte er in zwei Episoden der Fernsehserie Gotham die Rolle des Talon dar. Bereits ab 2015 wirkte er in dieser Serie als Stuntman mit. 2021 mimte er die Rolle des Adam Hoffman im Kurzfilm A Blue Shroud, der am 23. März 2021 auf dem Garden State Film Festival und am 2. Mai 2021 auf dem Micheaux Film Festival gezeigt wurde. 2022 übernahm er die Rolle des Elliot Rodney im B-Movie 4 Horsemen: Apocalypse – Das Ende ist gekommen.
Als Stuntman und Stunt Coordinator wirkte Smith ab 2014 in verschiedenen Fernsehserien wie Law & Order: Special Victims Unit, Forever, Elementary, Marvel’s Jessica Jones, Blindspot und Gotham mit, gab sein Debüt als Stuntman allerdings bereits 2012 in Recreator – Du wirst repliziert. Weitere Filme in denen er Mitte der 2010er Jahre als Stuntman mitwirkte waren Girl on the Train und It Comes at Night. 2018 stellte er Stunts im Computerspiel Red Dead Redemption 2 dar. In Steven Spielbergs West Side Story fungierte er als Stuntdouble von Harrison Cole. Als Filmschaffender, speziell für Kurzfilmproduktionen, tritt Smith seit 2011 in Erscheinung.

## Filmografie (Auswahl)

### Schauspiel
- 2008: Fringe – Grenzfälle des FBI (Fringe, Fernsehserie, Episode 1x02)
- 2008: Life on Mars (Fernsehserie, Episode 1x03)
- 2009: Twenty Fathoms Away (Kurzfilm)
- 2011: Senseless (Kurzfilm)
- 2011: Untitled Folder (Kurzfilm)
- 2014: Taxi Brooklyn (Fernsehserie, Episode 1x03)
- 2014: The Batman Chronicles (Kurzfilm)
- 2014: Comfort Zone (Fernsehserie, 4 Episoden)
- 2016: Gotham (Fernsehserie, 2 Episoden)
- 2016: Through the Night (Kurzfilm)
- 2016: Beacon (Kurzfilm)
- 2017: Marvel’s Iron Fist (Fernsehserie, Episode 1x10)
- 2017: Brawl in Cell Block 99
- 2018: The Manhattan Front
- 2018: The Reckoning of Darkness (Kurzfilm)
- 2018: Wetware
- 2018: NorthtuoS (Kurzfilm)
- 2019: Let the Dead Bury the Dead (Kurzfilm)
- 2019: Dreamland (Podcastserie, 6 Episoden)
- 2020: Below (Kurzfilm)
- 2020: Psychosynthesis
- 2020: The Amityville Harvest
- 2021: A Blue Shroud (Kurzfilm)
- 2022: General Hospital (Fernsehserie, Episode 1x14956)
- 2022: 4 Horsemen: Apocalypse – Das Ende ist gekommen (4 Horsemen: Apocalypse)

### Stunts
- 2012: Recreator – Du wirst repliziert (Cloned: The Recreator Chronicles)
- 2014: Law & Order: Special Victims Unit (Fernsehserie, Episode 16x04)
- 2014: The Adventures of Captain Contraceptive (Kurzfilm)
- 2015: Forever (Fernsehserie, Episode 1x13)
- 2015: Elementary (Fernsehserie, Episode 3x19)
- 2015: Marvel’s Jessica Jones (Fernsehserie, Episode 1x13)
- 2015–2016: Blindspot (Fernsehserie, 7 Episoden)
- 2015–2016: Gotham (Fernsehserie, 6 Episoden)
- 2016: Ghost Team
- 2016: Asockalypse!
- 2016: Girl on the Train
- 2016: The Blacklist (Fernsehserie, Episode 4x03)
- 2017: It Comes at Night
- 2017: Matthews (Dokumentation)
- 2017–2018: Gone (Fernsehserie, 6 Episoden)
- 2018: Red Dead Redemption 2 (Computerspiel)
- 2019: The Man Who Sleeps Backwards in Time (Kurzfilm)
- 2021: West Side Story
- 2022: WeCrashed (Miniserie, 6 Episoden)

### Filmschaffender
- 2011: Senseless (Kurzfilm; Regie, Drehbuchautor)
- 2016: Through the Night (Kurzfilm; Produzent)
- 2018: NorthtuoS (Kurzfilm; Produzent, Regie)
- 2019: Let the Dead Bury the Dead (Kurzfilm; Produzent)
- 2020: Below (Kurzfilm; Produzent)
- 2020: The Amityville Harvest (Produzent)

## Theater (Auswahl)
- 2015: Devoted Dreams[4]